# Division 1 1961-62
La Division 1 1961-62 fue la 24ª temporada del fútbol francés profesional. Stade de Reims se proclamó campeón con 48 puntos, obteniendo su sexto título.

## Equipos participantes
| - Angers SCO - Le Havre AC - RC Lens - Olympique Lyonnais - FC Metz - AS Monaco FC - SO Montpellier - FC Nancy - OGC Nice - Nîmes Olympique |  | - RC Paris - Stade de Reims - Stade Rennais UC - FC Rouen - AS Saint-Étienne - UA Sedan-Torcy - FC Sochaux-Montbéliard - Stade Français FC - RC Strasbourg - Toulouse FC |

## Tabla de posiciones
| Pos. | Equipo                     | Pts. | PJ | G  | E  | P  | GF | GC | Dif. | Clasificación                                |
| ---- | -------------------------- | ---- | -- | -- | -- | -- | -- | -- | ---- | -------------------------------------------- |
| 1    | Stade de Reims (C)         | 48   | 38 | 21 | 6  | 11 | 83 | 60 | +23  | Clasificado a la Copa de Campeones de Europa |
| 2    | RC Paris                   | 48   | 38 | 21 | 6  | 11 | 86 | 63 | +23  |                                              |
| 3    | Nîmes Olympique            | 47   | 38 | 21 | 5  | 12 | 68 | 60 | +8   |                                              |
| 4    | FC Nancy                   | 44   | 38 | 16 | 12 | 10 | 52 | 46 | +6   |                                              |
| 5    | UA Sedan-Torcy             | 43   | 38 | 16 | 11 | 11 | 63 | 49 | +14  |                                              |
| 6    | AS Monaco FC               | 43   | 38 | 17 | 9  | 12 | 65 | 57 | +8   |                                              |
| 7    | RC Lens                    | 42   | 38 | 19 | 4  | 15 | 67 | 52 | +15  |                                              |
| 8    | SO Montpellier             | 39   | 38 | 15 | 9  | 14 | 69 | 64 | +5   |                                              |
| 9    | FC Rouen                   | 38   | 38 | 14 | 10 | 14 | 57 | 56 | +1   |                                              |
| 10   | Stade Français FC          | 38   | 38 | 13 | 12 | 13 | 58 | 57 | +1   |                                              |
| 11   | Toulouse FC                | 38   | 38 | 16 | 6  | 16 | 62 | 61 | +1   |                                              |
| 12   | Stade Rennais UC           | 38   | 38 | 13 | 12 | 13 | 58 | 63 | −5   |                                              |
| 13   | OGC Nice                   | 38   | 38 | 16 | 6  | 16 | 53 | 64 | −11  |                                              |
| 14   | Angers SCO                 | 36   | 38 | 13 | 10 | 15 | 56 | 59 | −3   |                                              |
| 15   | RC Strasbourg              | 34   | 38 | 12 | 10 | 16 | 45 | 54 | −9   |                                              |
| 16   | Olympique Lyonnais         | 33   | 38 | 13 | 7  | 18 | 57 | 62 | −5   |                                              |
| 17   | AS Saint-Étienne (D)       | 30   | 38 | 10 | 10 | 18 | 55 | 60 | −5   | Descenso y clasificado a la Recopa de Europa |
| 18   | FC Sochaux-Montbéliard (D) | 28   | 38 | 8  | 12 | 18 | 55 | 69 | −14  | Descenso a Division 2                        |
| 19   | Le Havre AC (D)            | 28   | 38 | 7  | 14 | 17 | 34 | 57 | −23  | Descenso a Division 2                        |
| 20   | FC Metz (D)                | 27   | 38 | 9  | 9  | 20 | 49 | 79 | −30  | Descenso a Division 2                        |

 Fuente: footballdatabase.eu

## Resultados
| Local \ Visitante      | ANG | HAV | LEN | LYO | MET  | MOC | MOT | NAC | NIC | NIM | RCP | REI | REN | ROU | STE | SED | SOC | STF | STR | TOU |
| ---------------------- | --- | --- | --- | --- | ---- | --- | --- | --- | --- | --- | --- | --- | --- | --- | --- | --- | --- | --- | --- | --- |
| Angers SCO             | —   | 0–0 | 0–2 | 1–1 | 3–1  | 2–0 | 1–0 | 2–2 | 0–0 | 8–3 | 2–3 | 2–0 | 1–1 | 1–0 | 2–1 | 2–2 | 3–1 | 2–2 | 1–1 | 1–2 |
| Le Havre AC            | 0–1 | —   | 0–0 | 1–2 | 2–1  | 0–1 | 2–2 | 1–1 | 3–0 | 1–2 | 0–4 | 1–2 | 2–0 | 1–1 | 1–0 | 1–1 | 3–1 | 1–0 | 0–2 | 2–0 |
| RC Lens                | 2–1 | 2–0 | —   | 1–0 | 5–2  | 5–0 | 5–1 | 4–1 | 4–2 | 3–1 | 2–3 | 3–4 | 1–0 | 1–0 | 2–1 | 1–0 | 3–1 | 2–1 | 0–0 | 4–0 |
| Olympique Lyonnais     | 2–0 | 1–1 | 3–0 | —   | 1–0  | 2–4 | 1–2 | 1–3 | 1–2 | 0–0 | 2–0 | 1–3 | 0–0 | 1–1 | 4–0 | 2–2 | 1–0 | 1–2 | 2–1 | 1–3 |
| FC Metz                | 1–2 | 0–0 | 1–0 | 2–1 | —    | 1–1 | 1–1 | 0–1 | 2–1 | 3–1 | 2–4 | 2–1 | 0–1 | 0–1 | 6–0 | 2–2 | 1–1 | 0–2 | 2–0 | 1–1 |
| AS Monaco FC           | 5–0 | 2–2 | 2–1 | 3–1 | 4–0  | —   | 5–3 | 1–1 | 1–2 | 1–1 | 1–2 | 0–1 | 4–2 | 0–0 | 1–0 | 2–1 | 1–1 | 2–0 | 0–2 | 4–3 |
| SO Montpellier         | 0–0 | 1–1 | 2–0 | 4–2 | 2–0  | 0–2 | —   | 1–0 | 3–2 | 3–5 | 2–1 | 1–3 | 3–1 | 4–1 | 4–3 | 5–0 | 4–1 | 4–0 | 1–1 | 3–3 |
| FC Nancy               | 3–2 | 1–1 | 1–0 | 5–1 | 3–0  | 1–2 | 3–1 | —   | 2–0 | 0–0 | 0–0 | 1–1 | 2–2 | 2–1 | 2–1 | 0–3 | 1–0 | 2–1 | 3–1 | 2–1 |
| OGC Nice               | 0–2 | 4–0 | 2–0 | 0–2 | 2–1  | 1–1 | 1–0 | 3–1 | —   | 1–3 | 1–0 | 4–1 | 1–0 | 1–1 | 3–1 | 3–2 | 1–1 | 1–0 | 3–2 | 3–1 |
| Nîmes Olympique        | 2–0 | 3–2 | 2–1 | 2–1 | 3–1  | 1–1 | 3–1 | 1–1 | 3–0 | —   | 2–4 | 2–1 | 3–0 | 3–2 | 1–0 | 0–1 | 2–1 | 4–0 | 1–0 | 2–0 |
| RC Paris               | 4–3 | 4–1 | 1–0 | 0–4 | 11–2 | 3–0 | 2–1 | 2–0 | 3–1 | 0–4 | —   | 2–6 | 3–1 | 0–2 | 1–2 | 2–2 | 2–2 | 3–1 | 3–3 | 2–0 |
| Stade de Reims         | 2–0 | 3–0 | 4–1 | 0–4 | 5–3  | 1–0 | 2–1 | 2–0 | 5–0 | 2–0 | 1–4 | —   | 2–3 | 2–2 | 1–1 | 1–3 | 2–1 | 0–4 | 5–1 | 5–1 |
| Stade Rennais UC       | 2–1 | 1–0 | 2–1 | 2–0 | 1–2  | 4–6 | 1–1 | 3–0 | 2–2 | 4–2 | 2–3 | 2–2 | —   | 3–2 | 1–1 | 1–0 | 2–1 | 2–3 | 1–0 | 1–1 |
| FC Rouen               | 2–1 | 0–0 | 2–1 | 3–4 | 3–2  | 2–1 | 3–2 | 0–2 | 2–1 | 1–2 | 2–1 | 2–2 | 4–1 | —   | 3–1 | 2–3 | 2–2 | 2–1 | 1–0 | 0–1 |
| AS Saint-Étienne       | 2–3 | 1–1 | 3–4 | 2–0 | 2–2  | 5–1 | 1–1 | 1–1 | 1–2 | 5–0 | 1–1 | 2–0 | 2–1 | 2–0 | —   | 1–0 | 2–2 | 1–1 | 0–1 | 4–1 |
| UA Sedan-Torcy         | 0–2 | 2–0 | 1–1 | 3–1 | 2–0  | 2–0 | 1–0 | 1–1 | 2–2 | 5–1 | 0–1 | 0–3 | 0–0 | 2–2 | 1–0 | —   | 4–1 | 1–1 | 5–0 | 1–0 |
| FC Sochaux-Montbéliard | 5–2 | 6–1 | 1–2 | 1–2 | 1–1  | 1–4 | 1–1 | 0–1 | 2–0 | 3–1 | 4–3 | 2–1 | 1–2 | 1–1 | 0–2 | 2–0 | —   | 2–3 | 0–0 | 2–0 |
| Stade Français FC      | 1–1 | 1–1 | 2–2 | 2–1 | 2–2  | 1–1 | 3–0 | 1–0 | 4–0 | 1–0 | 2–0 | 2–4 | 2–2 | 2–4 | 1–1 | 4–2 | 1–1 | —   | 0–1 | 3–4 |
| RC Strasbourg          | 2–1 | 3–1 | 3–1 | 5–2 | 0–1  | 0–1 | 1–2 | 2–2 | 2–0 | 2–1 | 1–3 | 1–1 | 1–1 | 1–0 | 2–1 | 1–2 | 1–1 | 0–0 | —   | 0–1 |
| Toulouse FC            | 2–0 | 1–0 | 2–0 | 1–1 | 6–1  | 2–0 | 1–2 | 2–0 | 3–1 | 0–1 | 1–1 | 1–2 | 3–3 | 1–0 | 2–1 | 1–4 | 6–1 | 0–1 | 4–1 | —   |

Promovidos de la Division 2, quienes jugarán en la Division 1 1962/63:
- FC Grenoble: Campeón de la Division 2
- US Valenciennes-Anzin: Segundo lugar de la Division 2
- Bordeaux: Tercer lugar de la Division 2
- Olympique de Marseille: Cuarto lugar de la Division 2, Copa de Ferias

## Goleadores
| #  | Jugador               | Nacionalidad      | Club               | Goles |
| -- | --------------------- | ----------------- | ------------------ | ----- |
| 1  | Touré Sékou           | Costa de Marfil   | SO Montpellier     | 25    |
| 2  | Hassan Akesbi         | Marruecos         | Stade de Reims     | 23    |
| 3  | Michel Lafranceschina | Francia           | RC Lens            | 20    |
| 4  | Casimir Koza          | Francia Polonia   | RC Strasbourg      | 19    |
| 5  | Fleury Di Nallo       | Francia           | Olympique Lyonnais | 18    |
| -  | José Parodi           | Paraguay          | Nîmes Olympique    | 18    |
| -  | Khennane Mahi         | Francia           | Stade Rennais UC   | 18    |
| 8  | Roger Piantoni        | Francia           | Stade de Reims     | 16    |
| 9  | Michel Stievenart     | Francia           | Angers SCO         | 15    |
| -  | Jean-Jacques Marcel   | Francia           | RC Paris           | 15    |
| 11 | Ginès Liron           | Francia           | AS Saint-Étienne   | 14    |
| -  | François Heutte       | Francia           | RC Paris           | 14    |
| -  | Joseph Ujlaki         | Francia Hungría   | RC Paris           | 14    |
| 14 | Néstor Combin         | Francia Argentina | Olympique Lyonnais | 13    |
| -  | Pierre Dorsini        | Francia           | Toulouse           | 13    |

## Equipo campeón
| Futbolista        | Nacionalidad         | Partidos | Goles |
| ----------------- | -------------------- | -------- | ----- |
| Hassan Akesbi     | Bandera de Marruecos | 36       | 23    |
| Abdallah Azhar    | Bandera de Marruecos | 18       | 9     |
| Maurice Barreau   | Bandera de Francia   | 10       |       |
| François Bruant   | Bandera de Francia   | 3        | 1     |
| Dominique Colonna | Bandera de Francia   | 27       |       |
| Marcel Dantheny   | Bandera de Francia   | 1        |       |
| Claude Dubaële    | Bandera de Francia   | 4        | 3     |
| Just Fontaine     | Bandera de Francia   | 7        | 2     |
| Léon Glovacki     | Bandera de Francia   | 11       | 4     |
| Bernard Hiegel    | Bandera de Francia   | 7        |       |
| Raymond Kopa      | Bandera de Francia   | 30       | 2     |
| Marcel Moreau     | Bandera de Francia   | 24       | 2     |
| Lucien Muller     | Bandera de Francia   | 32       | 2     |
| Roger Piantoni    | Bandera de Francia   | 18       | 16    |
| Claude Robin      | Bandera de Francia   | 6        |       |
| Bruno Rodzik      | Bandera de Francia   | 38       |       |
| Paul Sauvage      | Bandera de Francia   | 24       | 5     |
| Robert Siatka     | Bandera de Francia   | 34       | 1     |
| François Soltys   | Bandera de Francia   | 16       | 3     |
| Jean Vincent      | Bandera de Francia   | 37       | 9     |
| Jean Wendling     | Bandera de Francia   | 35       |       |